# I型肺胞上皮細胞
I型肺胞上皮細胞（いちがたはいほうじょうひさいぼう、英語: Type I pneumocyte）とは、呼吸上皮を構成する細胞の1つ。呼吸上皮細胞（こきゅうじょうひさいぼう、英: respiratory epithelial cell）、扁平肺胞上皮細胞（へんぺいはいほうじょうひさいぼう）とも呼ばれる。
非常に薄く扁平な細胞。隣り合う細胞質同士は密着結合により接着し、毛細血管内皮細胞と基底板を介して接着し、血液空気関門を形成する。この部位で肺胞内の酸素と血液中の二酸化炭素とのガス交換が行われる。